# Darul Amanpaleis
Het Darul Amanpaleis is een drie verdiepingen tellend paleis in de Afghaanse hoofdstad Kabul. Het paleis ligt zestien kilometer ten zuidwesten van het stadscentrum, in de buurt van het Afghaanse parlement en de Amerikaanse Universiteit van Afghanistan.

## Achtergrond
Met de bouw werd in de jaren twintig van de twintigste eeuw aangevangen in opdracht van de Afghaanse emir Amanoellah Khan. Hij wilde dat het paleis onderdeel zou uitmaken van de nieuwe hoofdstad Darulaman. Het paleis werd ontworpen door de Duitse architect Walter Harten en zijn team en moest een getuige worden van de vriendschapsband tussen Afghanistan en Duitsland.
Het paleis werd gebouwd in de neoklassieke stijl, bovenop een heuvel met uitzicht over een stoffige vallei. Het is gebouwd in een U-vorm en het hoogste punt ligt 33 meter boven de grond. Het was het eerste gebouw in Afghanistan met stromend water en centrale verwarming. Het honderdvijftig kamers tellende gebouw moest onderdak bieden aan het parlement. De naam heeft een tweeledige betekenis. Vertaald vanuit het Perzisch betekent het Woning van Vrede. De tweede betekenis is Woning van Aman(oellah).
Na de afzetting van Ammanoellah Khan door de religieus conservatieve Habiboellah Kalakani in 1929 stond het gebouw lange tijd leeg. Het bood later onderdak aan de medische faculteit van de Universiteit van Kabul, als wel functioneerde het als warenhuis en huisvestte het verschillende kleinere overheidsinstanties. Het gebouw werd in december 1968 getroffen door een brand en daarna weer opgeknapt om plaats te bieden aan het ministerie van Defensie.
Het paleis werd in 1978 tijdens een communistische staatsgreep voor de tweede keer getroffen door een brand. Het gebouw raakte verder beschadigd door in maart 1990 door tankgeschut tijdens de mislukte couppoging door Shahnawaz Tanai. In de burgeroorlog die het land in de jaren daarna beheerste werd de staat van het Darul Amanpaleis er niet beter op. Aan het begin van de eenentwintigste eeuw werd het paleis, of wat er van restte, bewoond door vluchtelingen.
Na de verdrijving van de Taliban in 2001 ontstonden er plannen om het paleis te renoveren. Het zou de thuisbasis moeten worden van het Afghaanse parlement. Later veranderden deze plannen en werd het nieuwe parlement tegenover het paleis gebouwd. Begin 2016 werd een start gemaakt met de reconstructieplannen. Rond 2019 was het paleis grotendeels in de oude glorie hersteld. Op 18 april 2020 was – vanwege de net begonnen coronapandemie - een afgeslankte openingsceremonie. Na de val van Kabul in augustus 2021 werd het paleis in gebruik genomen door de Taliban.

## Afbeeldingen van het paleis vóór de renovatie

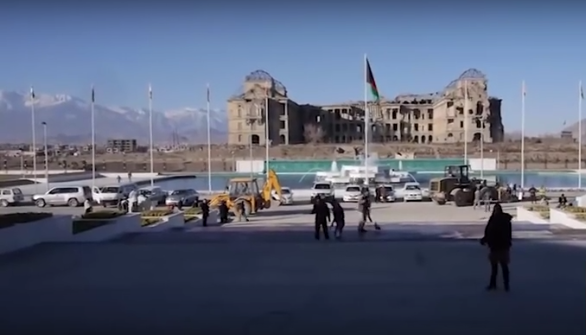
Vooraanzicht van het paleis (2015)
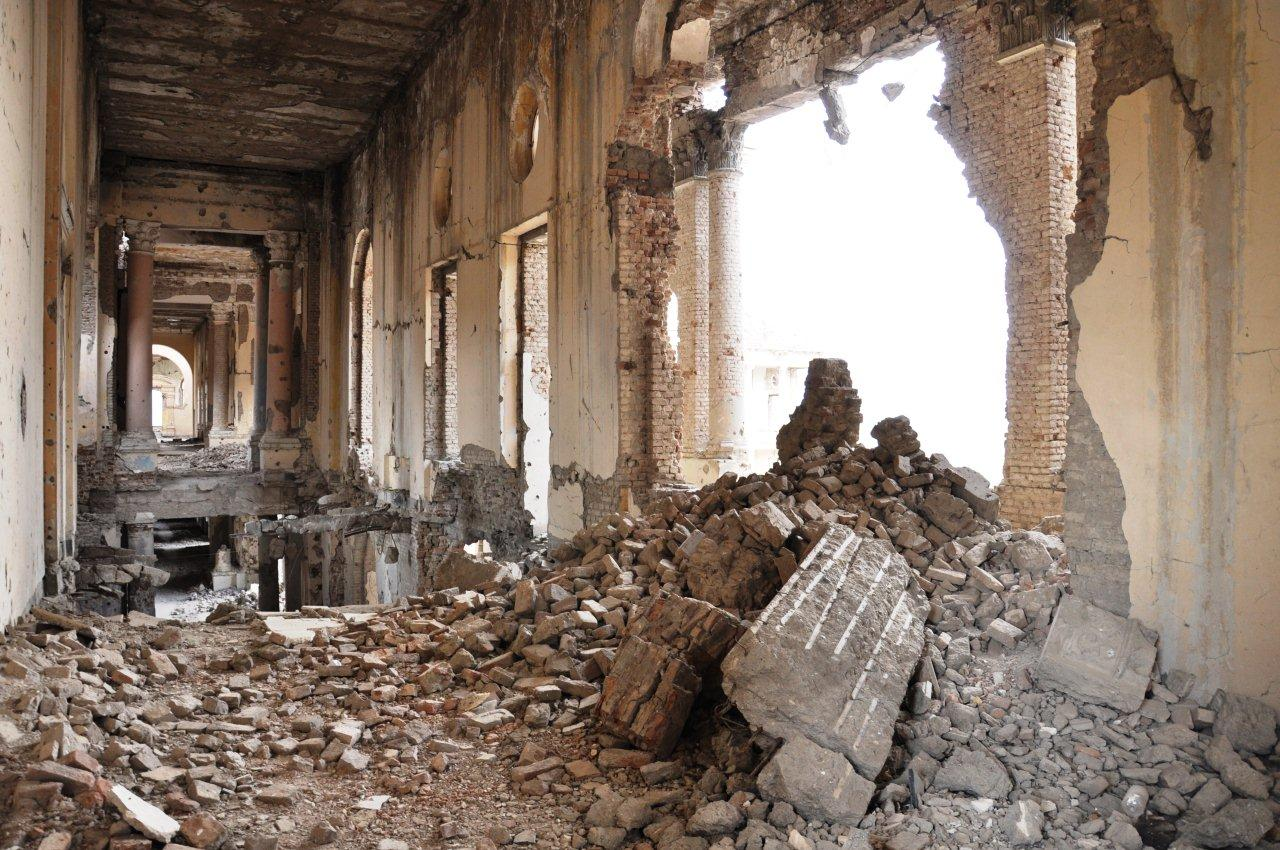
De inwendige staat (2012)
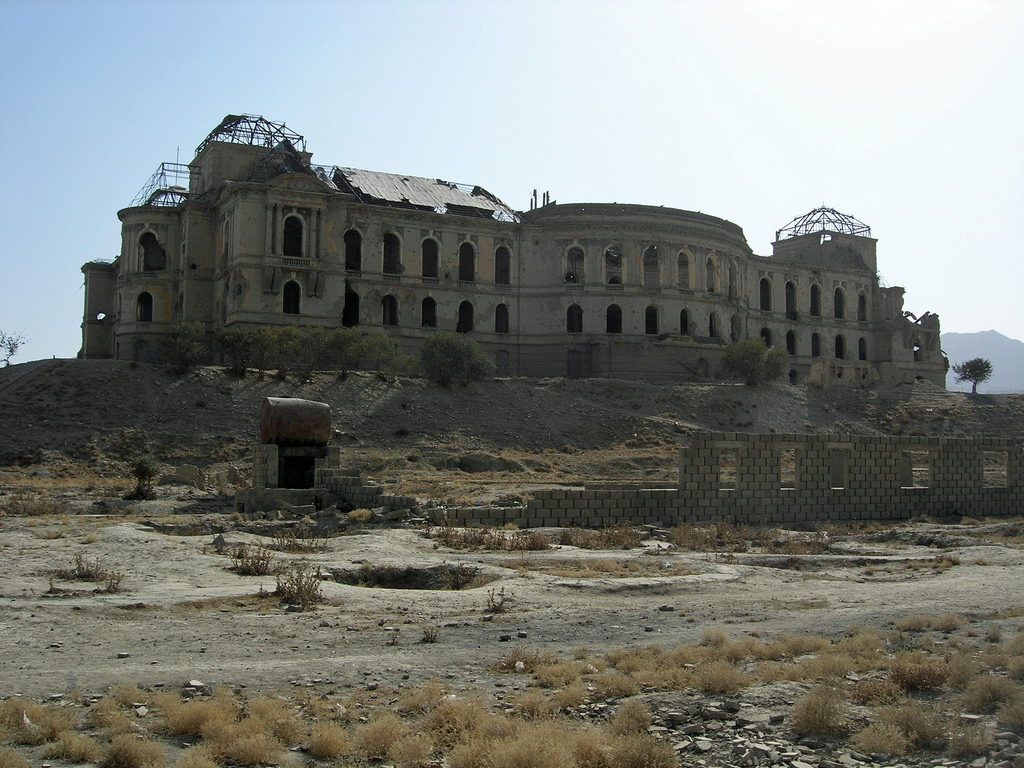
Het paleis in 2008
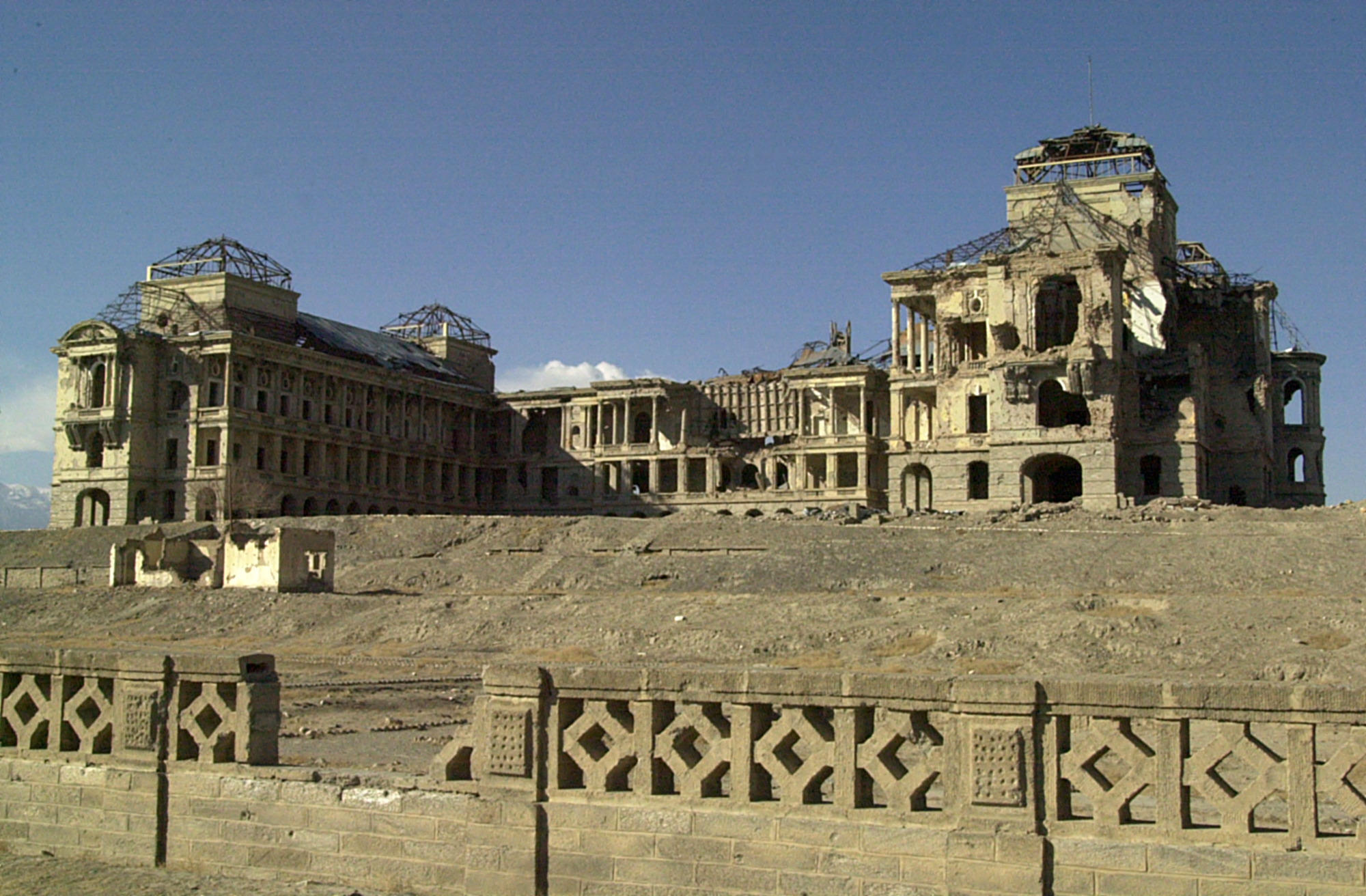
Het paleis vanuit het zuiden bekeken (2002)
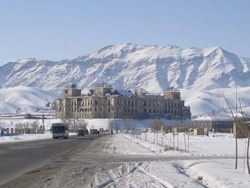
Sneeuw
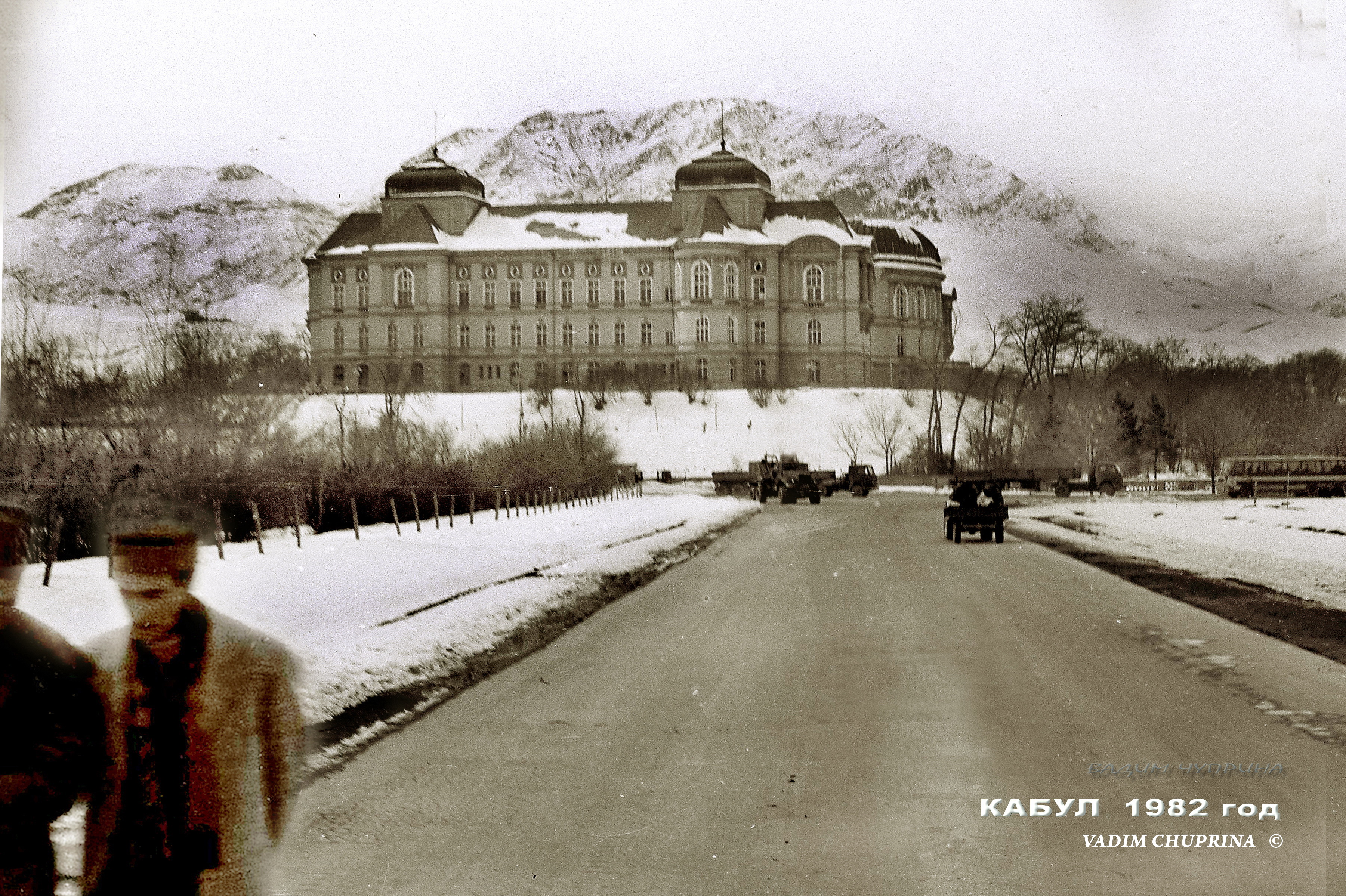
Het paleis in 1982, op de voorgrond Sovjet-legertrucks
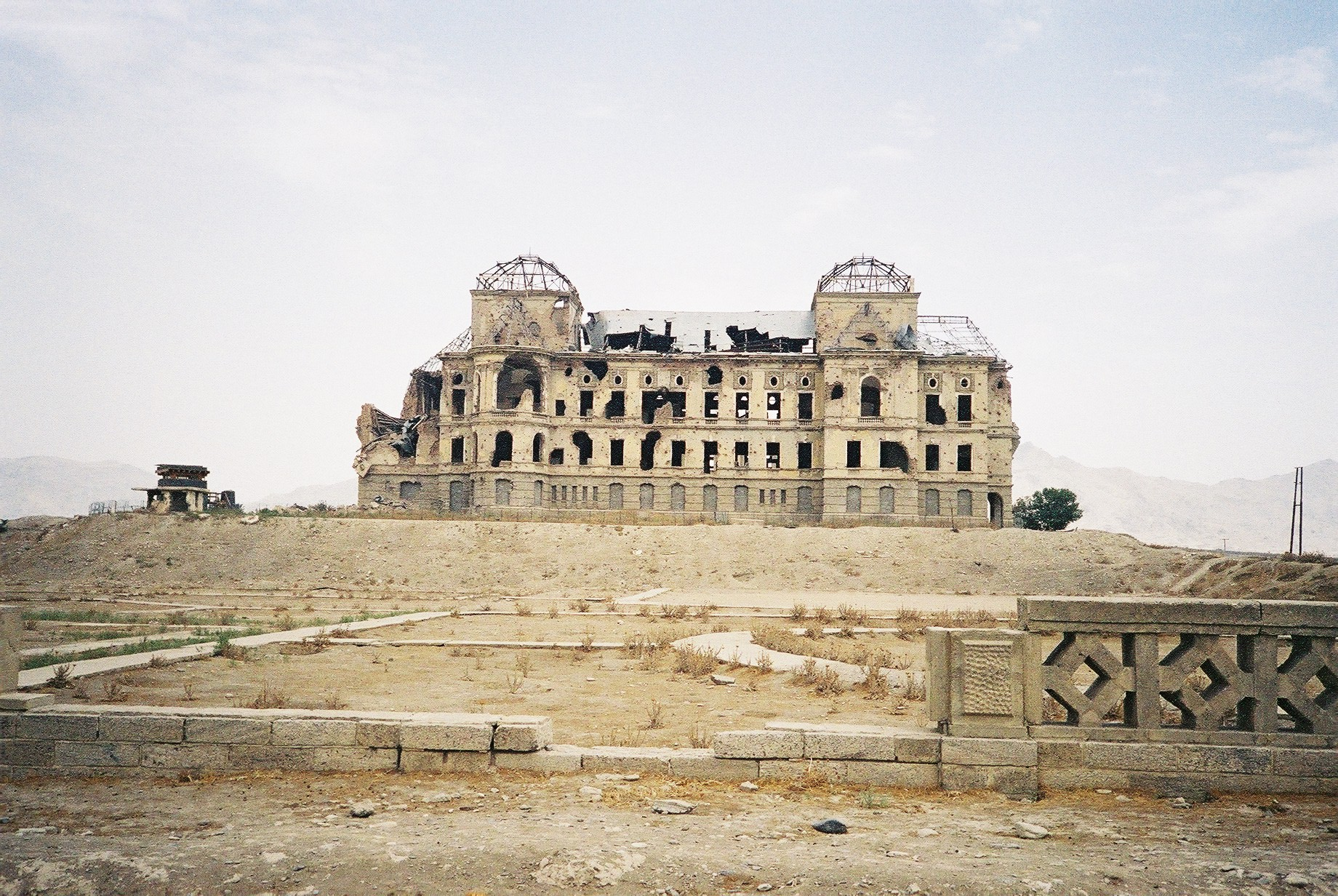
Westelijk zijaanzicht
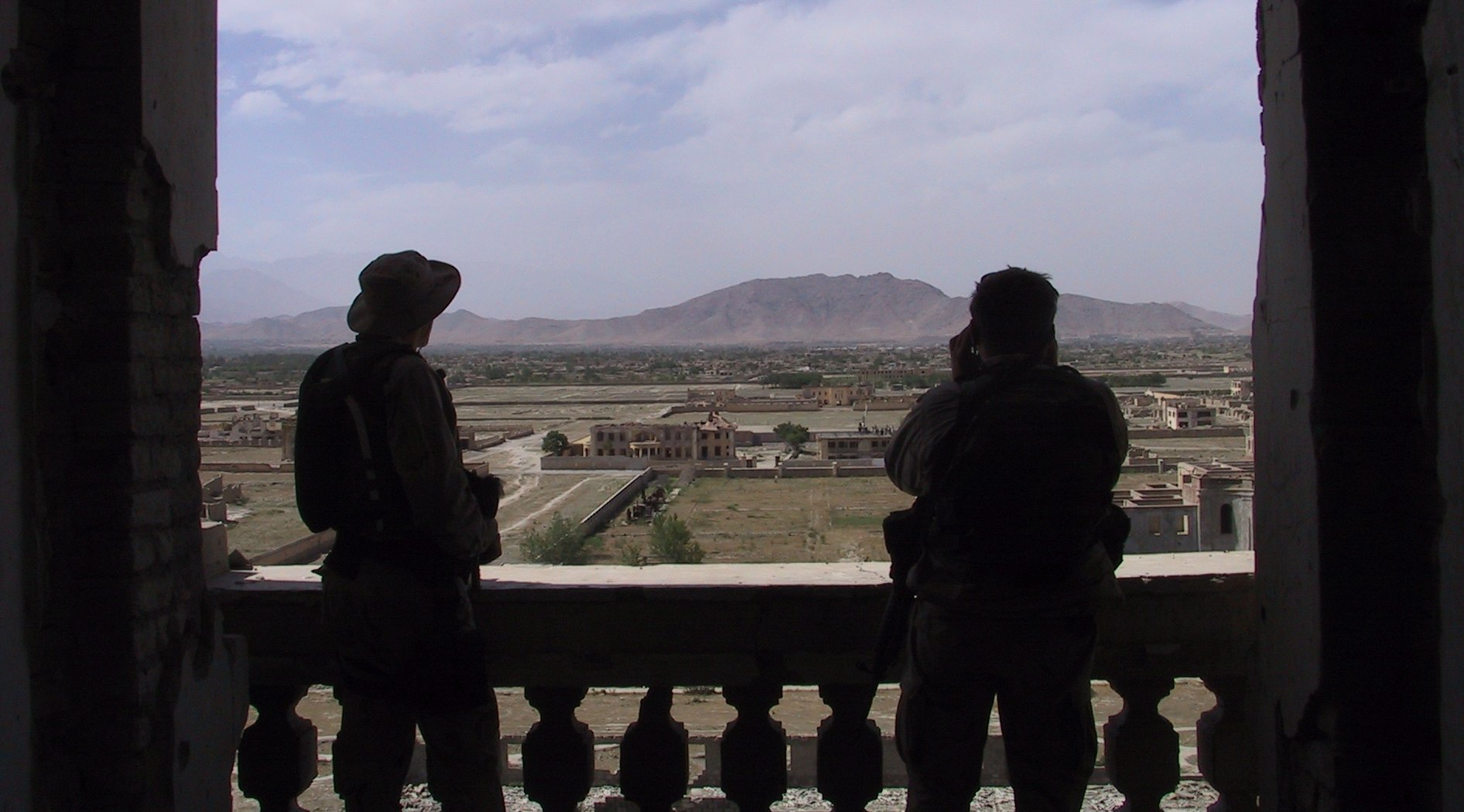
Twee Amerikaanse commando's kijken uit over het noorden van Kabul
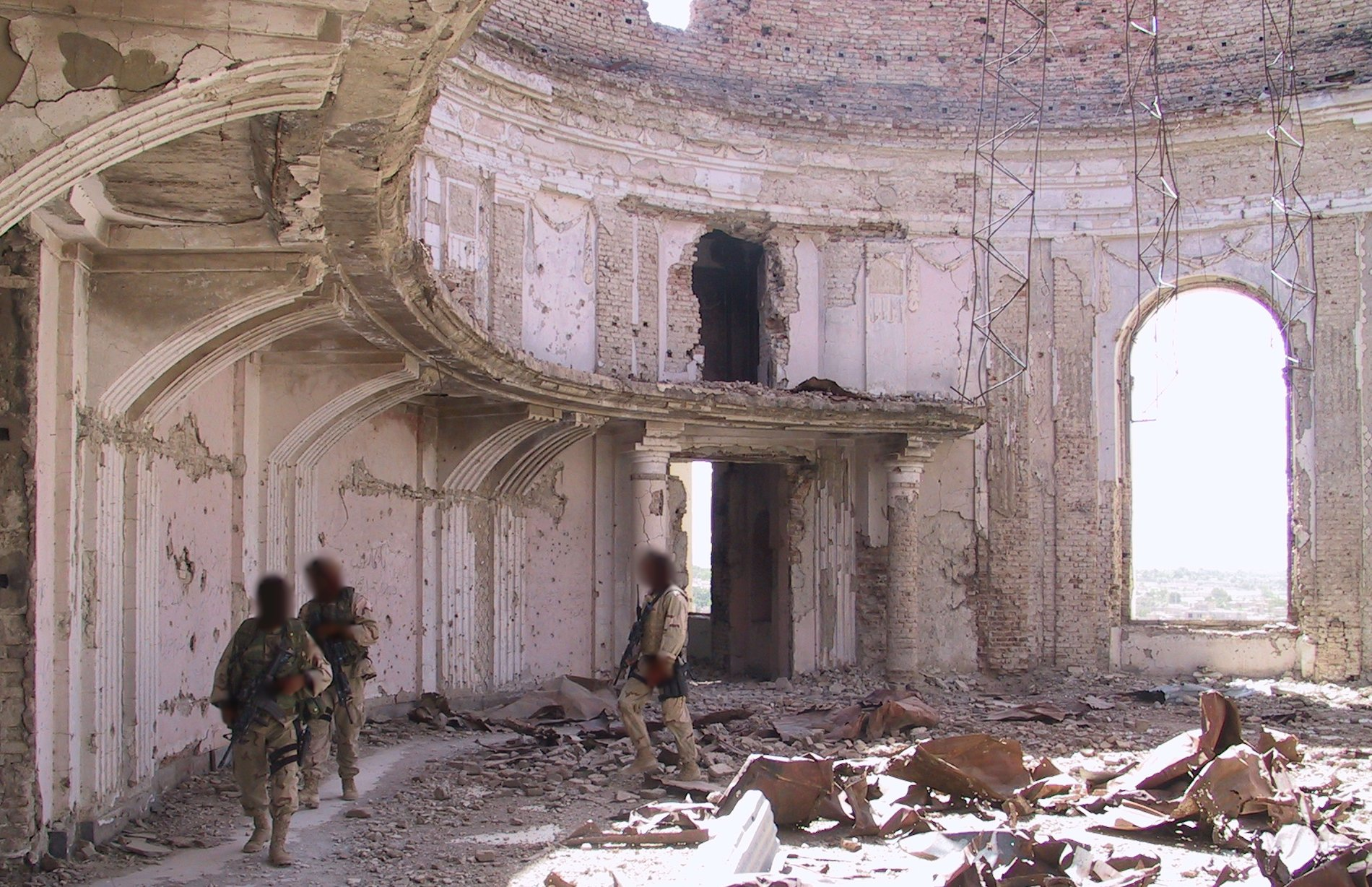
Amerikaanse commando's patrouilleren in het zwaar gebombardeerde paleis
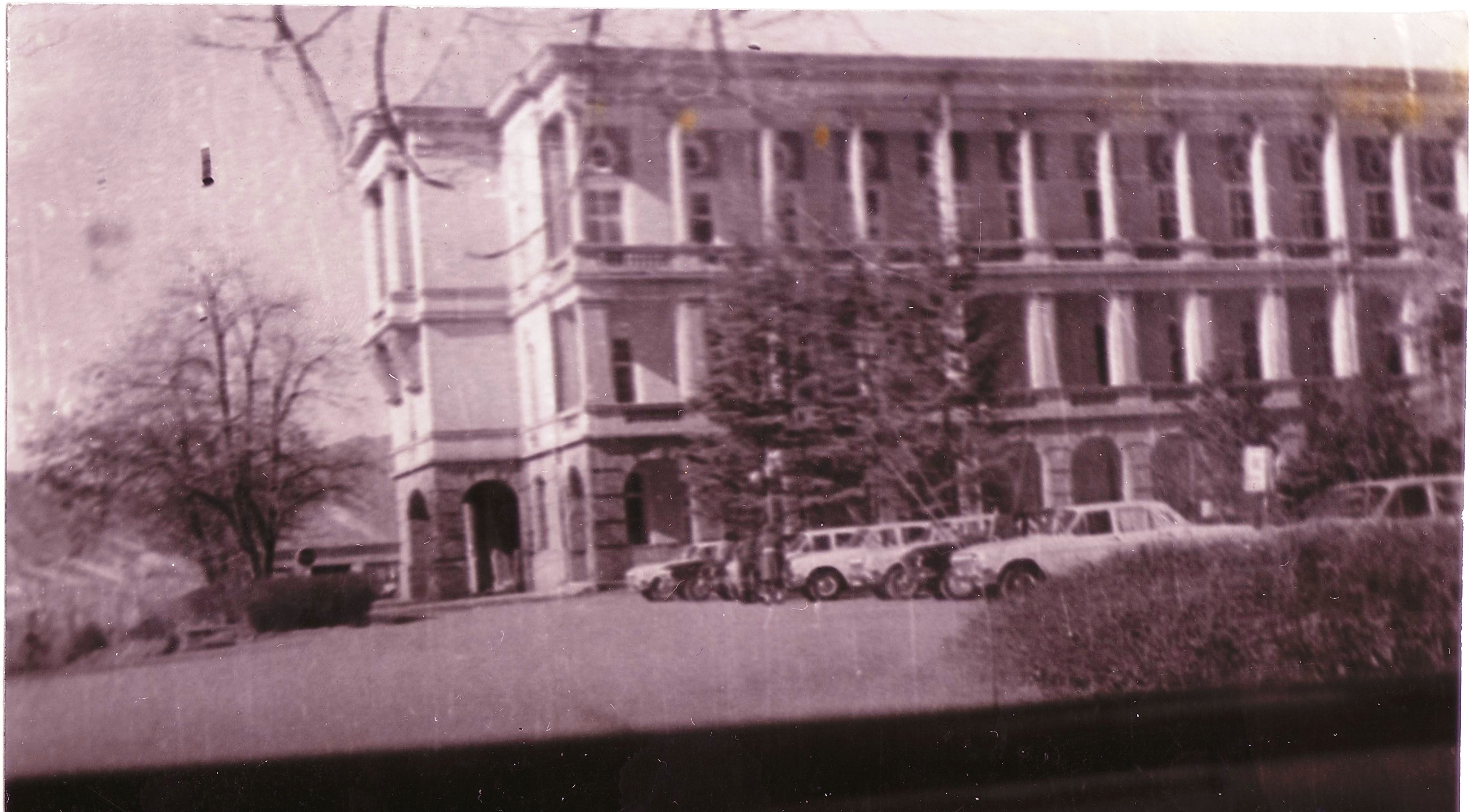
Het paleis in 1986